# Nina Siemaszko
Nina Siemaszko, właśc. Antonina Jadwiga Siemaszko (ur. 14 lipca 1970 w Chicago) – amerykańska aktorka filmowa i telewizyjna polskiego pochodzenia. Siostra aktora Caseya Siemaszko.

## Filmografia
- Artysta (The Artist) (2011)
- Chirurdzy (Grey's Anatomy) (2009)
- Prywatna praktyka (Private Practice) (2007)
- Prezydencki poker (The West Wing) (2001)
- Jakub kłamca (Jakob the Liar)
- Potyczki Amy (Judging Amy) 1999
- Długa droga do domu (The Long Way Home) 1997
- Niebezpieczna prędkość (Runaway Car) 1997
- Prezydent: Miłość w Białym Domu (The American President) 1995
- Szpital Dobrej Nadziei (Chicago Hope) (1994)
- Odlotowcy (Airheads) (1994)
- Święty z fortu Waszyngtona (The Saint of Fort Washington) 1993
- Nowojorscy gliniarze (NYPD Blue) (2001)
- Sinatra 1992
- Dzika orchidea 2 (Wild Orchid 2: Two Shades of Blue) 1992
- Śniadanie do łóżka (Bed & Breakfast) 1992
- Pamiętnik Czerwonego Pantofelka (Red Shoe Diaries) 1992–1999
- Odgłosy Nowego Jorku (Little Noises) 1991
- Wróg ludu (An Enemy of the People) 1990
- Na południe od Brazos (Lonesome Dove) 1989
- Opowieści z krypty (Tales from the Crypt) 1989
- Tucker. Konstruktor marzeń (Tucker: The Man and His Dream) 1988